# A Través de Flandes 2017
La 72.ª edición de la clásica ciclista A Través de Flandes (nombre oficial en neerlandés: Dwars door Vlaanderen) tuvo lugar el 22 de marzo de 2017 sobre un recorrido de 203,4 km con inicio en la ciudad de Roeselare y final en Waregem.
La carrera fue parte del UCI WorldTour 2017 por primera vez 1.UWT. calendario ciclístico de máximo nivel mundial, siendo la décima carrera de dicho circuito. Previamente la carrera formaba parte de la categoría 1.HC en el calendario UCI Europe Tour desde 2005.
La prueba fue ganada por el corredor local Yves Lampaert del Quick-Step Floors, quién consiguió la victoria en solitario después de atacar a 7,5 kimoletros de meta a un grupo formado por su compañero de equipo Philippe Gilbert, quién terminó segundo; Alexey Lutsenko (Astana), el cual finalizó tercero y Luke Durbridge del Orica-Scott que finalizó en cuarta posición.

## Recorrido
El recorrido es similar a la edición del 2016, con salida en la ciudad de Roeselare y llegada en la ciudad de Waregem sobre una distancia de 203,4 km. El recorrido incluyó 4 tramos llanos de pavé y 12 muros, algunos de ellos con zonas adoquinadas:
La carrera forma parte del calendario de clásicas de adoquines, donde los primeros 90 km no tienen mucha dificultad. Los últimos 110 km concentraron 12 cotas, donde se destacaba los muros del Paterberg y el Oude Kwaremont.
| Muros  | Muros            | Muros | Muros        | Muros               | Muros                | Muros             |
| Número | Nombre           | Km    | Longitud (m) | Pendiente media (%) | Pendiente máxima (%) | Categoría         |
| ------ | ---------------- | ----- | ------------ | ------------------- | -------------------- | ----------------- |
| 1      | Nieuwe Kwaremont | 91    | 2.000        | 4,2 %               | 8 %                  | *                 |
| 2      | Kattenberg       | 110   | 740          | 5,9 %               | 8,2 %                | * · *             |
| 3      | Leberg           | 122   | 700          | 6,1 %               | 14 %                 | * · *             |
| 4      | Berendries       | 127   | 900          | 7,2 %               | 14 %                 | * · * · *         |
| 5      | Valkenberg       | 132   | 540          | 8,1 %               | 12,8 %               | * · * · * · *     |
| 6      | Eikenberg        | 144   | 1.250        | 5,8 %               | 10 %                 | * · * · * · *     |
| 7      | Taaienberg       | 150   | 530          | 6,6 %               | 15,8 %               | * · * · * · * · * |
| 8      | Oude Kwaremont   | 168   | 1.500        | 4 %                 | 11,6 %               | * · *             |
| 9      | Paterberg        | 171   | 365          | 12,9 %              | 20,3 %               | * · * · * · * · * |
| 10     | Vossenhol        | 182   | 1.400        | 6,5 %               | 9 %                  | * · *             |
| 11     | Holstraat        | 187   | 1.000        | 5,2 %               | 12 %                 | * · *             |
| 12     | Nokereberg       | 194   | 500          | 5,7 %               | 6,7 %                | *                 |

| 1 | Holleweg       | 111 | 1.500 |
| 2 | Haaghoek       | 120 | 1.700 |
| 3 | Varentstraat   | 177 | 2.000 |
| 4 | Herlegemstraat | 197 | 800   |

## Equipos participantes
Tomaron parte en la carrera 21 equipos: 16 de categoría UCI WorldTour 2017 invitados por la organización; 5 de categoría Profesional Continental. Formando así un pelotón de 197 ciclistas de los que acabaron 162. Los equipos participantes fueron:
| WorldTeams (16)- AG2R La Mondiale - Astana - Bahrain-Merida - BMC Racing Team - Bora-Hansgrohe - Cannondale-Drapac - FDJ - Katusha-Alpecin - Lotto NL-Jumbo - Lotto-Soudal - Movistar Team - Orica-Scott - Quick-Step Floors - Team Sunweb - Trek-Segafredo - UAE Team Emirates Equipos continentales profesionales (9)- Cofidis, Solutions Crédits - Direct Énergie - Gazprom-RusVelo - Israel Cycling Academy - Roompot-Nederlandse Loterij - Sport Vlaanderen-Baloise - Verandas Willems-Crelan - Wanty-Groupe Gobert - WB-Veranclassic-Aqua Protect |
| |

## Clasificaciones finales
- Las clasificaciones finalizaron de la siguiente forma:[5]

### Clasificación general
| \| Clasificación general \| Clasificación general \| Clasificación general \| Clasificación general \| Clasificación general \| \| Ciclista \| Ciclista \| Equipo \| Tiempo \| \| \| --------------------- \| --------------------- \| -------------------------- \| --------------------- \| --------------------- \| \| 1.º \| Yves Lampaert \| Quick-Step Floors \| 4 h 47 min 26 s \| \| \| 2.º \| Philippe Gilbert \| Quick-Step Floors \| + 39 s \| \| \| 3.º \| Alexéi Lutsenko \| Astana \| + 39 s \| \| \| 4.º \| Luke Durbridge \| Orica-Scott \| + 39 s \| \| \| 5.º \| Dylan Groenewegen \| LottoNL-Jumbo \| + 1 min 03 s \| \| \| 6.º \| Oliver Naesen \| AG2R La Mondiale \| + 1 min 03 s \| \| \| 7.º \| Tiesj Benoot \| Lotto-Soudal \| + 1 min 03 s \| \| \| 8.º \| Dylan van Baarle \| Cannondale-Drapac \| + 1 min 03 s \| \| \| 9.º \| Mitchell Docker \| Orica-Scott \| + 1 min 03 s \| \| \| 10.º \| Florian Sénéchal \| Cofidis, Solutions Crédits \| + 1 min 03 s \| \| |                   |                            |                 |
| |                   |                            |                 |
| Fuente: ProCyclingStats |                   |                            |                 |
| Clasificación general |                   |                            |                 |
| Ciclista | Ciclista          | Equipo                     | Tiempo          |
| 1.º | Yves Lampaert     | Quick-Step Floors          | 4 h 47 min 26 s |
| 2.º | Philippe Gilbert  | Quick-Step Floors          | + 39 s          |
| 3.º | Alexéi Lutsenko   | Astana                     | + 39 s          |
| 4.º | Luke Durbridge    | Orica-Scott                | + 39 s          |
| 5.º | Dylan Groenewegen | LottoNL-Jumbo              | + 1 min 03 s    |
| 6.º | Oliver Naesen     | AG2R La Mondiale           | + 1 min 03 s    |
| 7.º | Tiesj Benoot      | Lotto-Soudal               | + 1 min 03 s    |
| 8.º | Dylan van Baarle  | Cannondale-Drapac          | + 1 min 03 s    |
| 9.º | Mitchell Docker   | Orica-Scott                | + 1 min 03 s    |
| 10.º | Florian Sénéchal  | Cofidis, Solutions Crédits | + 1 min 03 s    |

## UCI World Ranking
A través de Flandes otorga puntos para el UCI WorldTour 2017 y el UCI World Ranking, este último para corredores de los equipos en las categorías UCI ProTeam, Profesional Continental y Equipos Continentales. Las siguientes tablas son el baremo de puntuación y los corredores que obtuvieron puntos:
| Posición   | 1º  | 2º  | 3º  | 4º  | 5º  | 6º  | 7º | 8º | 9º | 10º |
| Puntuación | 300 | 250 | 215 | 175 | 120 | 115 | 95 | 75 | 60 | 50  |

| 1.º  | Yves Lampaert     | Quick-Step Floors          | 300 |
| 2.º  | Philippe Gilbert  | Quick-Step Floors          | 250 |
| 3.º  | Alexey Lutsenko   | Astana                     | 215 |
| 4.º  | Luke Durbridge    | Orica-Scott                | 175 |
| 5.º  | Dylan Groenewegen | LottoNL-Jumbo              | 120 |
| 6.º  | Oliver Naesen     | Ag2r La Mondiale           | 115 |
| 7.º  | Tiesj Benoot      | Lotto Soudal               | 95  |
| 8.º  | Dylan van Baarle  | Cannondale-Drapac          | 75  |
| 9.º  | Mitchell Docker   | Orica-Scott                | 60  |
| 10.º | Florian Sénéchal  | Cofidis, Solutions Crédits | 50  |